# Замок Кноклайн
Замок Кноклайн (англ. Knocklyne Castle, Knocklyon Castle, ирл. Caisleán Cloch Linn) — замок Кноклайон, Ноклайн, Клох Линн — один из замков Ирландии, расположен в графстве Дублин, на южной окраине города Дублина. 

## Архитектура
Замок представляет собой частный загородный особняк, построенный в 1840 году. Это трёхэтажное здание с башней. Башня была построена в 1435 году, в 1840 отреставрирована и перестроена. Имеет две диагонально установленные угловые башни. Кроме перестройки 1840 года, замок пережил значительную перестройку в 1620 году. Стены в основном выполнены кирпичной кладкой. Проёмы окон квадратные, спаренные створки окон, двери деревянные 1840 года изготовления. Крыша шатровая с большим дымоходом. Два отсека двухэтажного крыла с южной стороны  достроены в 1780 году. Рядом расположены здания сельскохозяйственного назначения.

## История

### XV—XVII века
Замок имеет долгую историю, пережил немало событий и является памятником истории и архитектуры Ирландии.
Замок был построен на земле Таллахт (ирл. Tallaght), которой после англо-норманнского завоевания Ирландии владел Уолтер де Риделефорд. В XIX веке историки Ф. Балл,. Ханкок, Вестон Сент-Джон исследовали историю замка Кноклайн. Уолтер де Риделефорд получил грамоту на владение этой землёй от Ричарда де Клера — графа Пемброка, известного как Стронгбоу. Эти земли сначала назывались Клохлун (ирл. Clohlun), затем Кноклин, потом Кнокфлин.
Название Кноклайн означает «холм возле гавани», от linn — гавань.
Краеведы считают, что имя Уолтера де Риделефорда сохранилось в названии Делафорд-хаус — дома, находившегося на Ферхаус-роуд и снесённого в 1977 году. Этот дом был построен в XVIII веке, как отель для кучеров и сначала назывался Кландарриг. Алдерман Бермингем, купивший этот дом в конце XVIII века, сменил название на Спрингфилд. В 1820 году Брук Тейлор Отли — комиссар общественных работ, изменил название на Делафорд, в честь знаменитого дома в Англии. Земля вокруг дома Делафорд была продана под застройку и после нескольких пожаров дом был разрушен в 1977 году.
Земли Ноклайн лежат между берегами рек и Дублинской горой. Эти земли в средние века после англо-норманнского завоевания подвергались нападениям ирландских кланов, которые пытались выбить английских поселенцев с этих земель и вернуть себе эти земли. Чаще всего нападения совершали ирландские кланы О'Тул и О'Бирн с гор Виклоу.
Первый замок был построен здесь, вероятно, недалеко от вала Ноклайн в 1429 году, и это был один из замков, построенных специально для защиты английской колонии Пейл, сократившейся в XV веке до окрестностей Дублина.
В научно-исследовательской работе, посвящённый замку Ноклайн, Редмонд Шоулдис, чьи родители живут в этом замке, описал три этапа в истории замка. Первая фаза начинается в 1429—1440 годах, и продолжается до конца XVI века.
Редмонд Шоулдис утверждает, что замок был построен благодаря тому, что короли Англии в XV веке предоставляли 10 фунтов стерлингов каждому, кто построил замок в Пейле, для защиты этой английской колонии от ирландских кланов.
Тогдашнее законодательство требовало, чтобы новые замки были построены в течение 10 лет, должны были быть трёхэтажными, с минимальными внутренними размерами 15 футов на 12 футов, с закруглёнными внешними оборонительными углами и извилистыми лестницами в башне, соединяющими три этажа.
Оригинальный замок Ноклайн был построен по этим требованиям и выглядел, как и многие другие замки, построенные по всему Пейлу в XV—XVII веках.
После Реформации Патрик Барнволл арендовал замок Ноклайн в 1547 году, вместе с семьями Темплоуг, Старые Бауни и другими соседями. Позже замок Ноклайн получил во владение Джон Бурнелл Балгриффин. Но он был лишён имущества в 1575 году и замок Ноклайн был передан 24 октября 1577 года Джону Драмкондру — отцу известного иезуита Уильяма Бата (1564—1614), получившего образование лингвиста и музыковеда в Оксфорде.
Джон Бат построил замок Драмкондра на месте современного Драмкондра-хаус — колледжа всех святых. Среди его других усадьб были земли Гласнейн, Клонтарк, Баллибох, Балгриффин и Чапелизод. Он даровал замок Дримнах своей жене, оставил завещание на строительство больницы для престарелых в Балгриффине.
Джон Бат стал Генеральным прокурором Ирландии в 1574 году, а в мае 1579 года канцлером казначейства. Эту должность он занимал до самой своей смерти в 1586 году. Однако за два года до смерти  в 1584 году он сдал замок Ноклайн в аренду.
Семья Нуджент из Вестмита и семья Талбот из замка Белгарт тоже имели свой интерес относительно замка Ноклайн в середине XVI века. Но в 1585 году замок получил капитан Энтони Диринг. В то время замок Ноклайн замок превратился в руины. Диринг там никогда не жил, и в 1619 году замок перешёл к Адаму Лофтус из замка Ратфарнем — внучку архиепископа Адама Лофтуса из Дублина, получившего замок Ратфарнем в 1590 году.
За год до того Лофтус арендовал замок Пирса Арчболда из Килмакода.
Арчболды жили в Килмакоде в течение многих поколений. В 1584 году Ричард Арчболд жил в Килмакоде. Его дочь вышла замуж за Джеймса Волверстона из Стиллоргана, когда его сын Пирс Арчболд был помилован королём в 1584 году и поселился в замке Ноклайн.
Арчболд начал восстанавливать замок Ноклайн в стиле укреплённых баронских замков на шотландском пограничье, в том числе достроил вторую башню по диагонали напротив оригинальной башни. Достроил арочный вход, который вёл от главной площади на первом этаже к жилым помещениям на этажах выше. Арчболд умер в 1644 году и был похоронен на кладбище Тэне в Дандраме.

### XVIII—XIX века
Замок вернулся к семье Лофтус из замка Ратфарнем. В 1723 году Филипп Уортон — герцог Вартон унаследовал имения Лофтус в Ратфарнеме, включая замки Ноклайн, Балликрах, и Старый Корт и продал их за £ 62 000 Уильяму Конолли — спикеру ирландской Палаты общин.
Однако Конноли никогда не жил в замке Ноклайн, он построил замок Кастлтаун-хаус в Келбридже, графство Килдэр и стал жить там. Замок Ратфарнем вместе с замком Кноклайон снова получила семья Лофтус. В честь этого события семья Лофтус выстроила триумфальную арку Эли на берегу реки Доддер.
В 1780 году замок Ноклайн был сдан в аренду семье Ледвич — квакерам. Согласно исследованию Редмонда Шоулдиса эта аренда была концом второго этапа истории замка.
Квакеры земли Ноклайн провели большую модернизацию замка в готическом стиле. Замок получил новые центральные лестницы, перегородки, новую крышу, новый холл, двери и окна. Было создано шесть новых комнат, башенки, коническая крыша. Ледвичи также добавили двухэтажную пристройку с кухней, чердаком и складскими помещениями, а также целый ряд хозяйственных построек, в том числе хлев и мастерскую.
Семья Магрейн, или МакГрейн, купила замок Ноклайн замок в 1826 году. Они ещё раз перестроили замок, превратив его в комфортный загородный особняк в 1840 году.

### XX—XXI века
Мак-Грейны продолжали жить в замке Ноклайн в течение почти 150 лет. Семья Шоулдис купила замок в 1974 году. Шоулдисы сохранили замок и жилые комплексы.
В 1964 году земли были проданы для развития жилищного строительства и новых жилых комплексов. Замок и сад были куплены в 1965 году Дермотом и Хелен О'Клери и сегодня замок Ноклайн является домом для их дочери и зятя — Энн и Крис Шоулдис. В 2000 году замок был внесён в список памятников истории и культуры Ирландии, находящихся под защитой государства и закона.